# Hexafluorure de soufre
L’hexafluorure de soufre est un composé chimique de soufre et de fluor, de formule chimique SF6. C’est un gaz inerte, sans odeur, incolore. Son potentiel de réchauffement global (PRG) est très élevé, de 23 500 fois celui du dioxyde de carbone sur une période de 100 ans.

## Synthèse et propriétés chimiques
Le SF6 peut être préparé en exposant du soufre S8 à du difluor F2, procédé découvert par Henri Moissan et Paul Lebeau en 1901. D'autres fluorures de soufre se forment au cours de cette réaction, mais ils disparaissent par chauffage (qui dismute le décafluorure de disoufre S2F10, très toxique) et traitement du produit par l'hydroxyde de sodium NaOH pour éliminer le tétrafluorure de soufre SF4 restant.
Le SF6 est pratiquement inerte chimiquement. Il ne réagit pas avec le sodium fondu, mais réagit de façon exothermique avec le lithium. 
On peut préparer le SF5Cl à partir du SF4, mais il s'agit d'un oxydant fort qui s'hydrolyse rapidement en sulfate SO42−.

## Applications

### Applications médicales
L'hexafluorure de soufre est le gaz utilisé dans la fabrication des microbulles de Sonovue (laboratoire Bracco). Ces microbulles servent d'agent de contraste lors d'échographies cardiaques et vasculaires.
Ce gaz est aussi couramment utilisé en ophtalmologie dans le tamponnement du décollement de rétine et des trous maculaires.

### Applications électriques
Ce gaz est un excellent isolant électrique. L'hexafluorure de soufre remplit les critères nécessaires à l'isolation électrique : il a une excellente rigidité diélectrique, 2,5 fois supérieure à celle de l'air, est très électronégatif et a une bonne capacité de transfert thermique. Il est également stable chimiquement : inerte, non initiable[Quoi ?], non inflammable  et non toxique. Le seul danger pour la santé est le risque de suffocation. Sa température de décomposition est de 600 °C. Sa plage de température d'utilisation pour les appareils électriques va de −30 à 40 °C.
Sa bonne rigidité diélectrique provient du fait que le SF6 est très électronégatif : il absorbe les électrons qui ne peuvent ainsi pas ioniser le gaz et ne peuvent pas mener à une décharge électrique. Le SF6 a par ailleurs une propriété remarquable pour l'extinction des arcs électriques : il se décompose sous l'effet de l'arc et se recompose extrêmement rapidement, permettant au gaz de retrouver sa rigidité diélectrique. Cette propriété le rend tout particulièrement adapté pour la réalisation de disjoncteurs haute tension en courant alternatif. Ses capacités d'isolation se régénèrent après un arc électrique.
Le SF6 produit dans le monde est utilisé pour 80 % dans les disjoncteurs à haute tension et dans les postes électriques sous enveloppe métallique. Ce gaz isolant est également utilisé dans certains transformateurs de mesure et parafoudres.
Plus généralement, il est utilisé dans les matériels des postes électriques.

### Autres usages
Le SF6 est aussi utilisé :
- comme gaz détecteur de fuites (usage maintenant interdit en Union européenne, Directive F-gas[14]) ;
- dans la métallurgie pour la production d’aluminium et de magnésium ;
- dans la fabrication de semi-conducteurs (en raison de son caractère inerte et de sa densité permettant de maintenir la pureté du milieu contre les poussières et éléments oxydants), ainsi que dans la gravure ionique réactive du silicium ;
- dans les accélérateurs de particules, pour les mêmes raisons que pour les applications électriques ;
- dans la semelle de certaines chaussures de sport jusqu’aux années 2000 (avant d’être remplacé par de l’azote, à cause de son caractère de gaz à effet de serre)[15] ;
- dans certains tours de magie : à cause de sa très forte densité (de même que l’hélium pour la raison inverse) ;
- dans des spectacles : inhalé, il rend la voix plus grave (à cause de sa forte densité, qui modifie la vitesse de propagation des ondes sonores dans l’espace vibratoire des cordes vocales), à l’inverse de l’hélium ; cette pratique est fortement déconseillée à cause des risques élevés de suffocation et de l'effet des émissions de gaz à effet de serre ;
- l'intérêt pédagogique du SF6 est d'avoir des caractéristiques physiques permettant une mise en évidence du point critique « relativement » aisément. Tc vaut en effet environ 45 °C sous une pression de 37,6 bar[16]. L'expérience permet de faire « le tour » du point critique en observant le phénomène d'opalescence critique.

## Dangers
Ce gaz n'est pas toxique. Néanmoins, il est suffocant en cas d’exposition à une concentration élevée et prolongée (au même titre que d’autres gaz inertes tels que l’hélium, l’argon ou l’azote). La ventilation du local dans lequel il est employé suffit normalement à réduire les risques de suffocation.
Par ailleurs, les produits issus de sa décomposition, causée par l'effet couronne et les arcs électriques, en l'occurrence le S2O2F10 et le HF, sont très toxiques et très corrosifs,.

## Aspects environnementaux

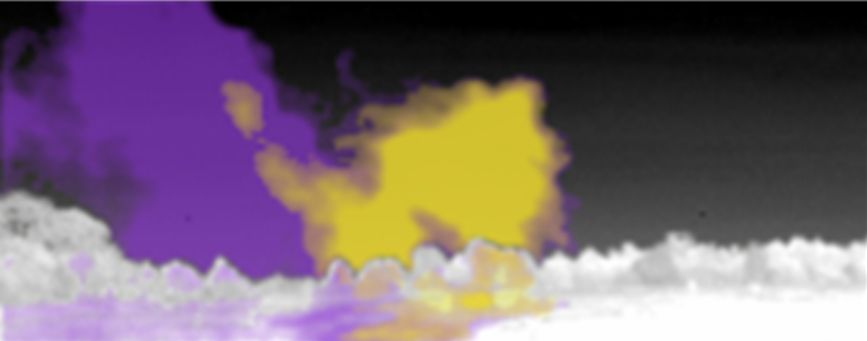
Premier test de représentation (cartographie hyperspectrale) d'émissions (industrielles) d'hexafluorure de soufre et d'ammoniac, à une distance de 1,5 km.

L'hexafluorure de soufre (SF6) est l'un des six types de gaz à effet de serre visés par le protocole de Kyoto et par la directive 2003/87/CE. Son potentiel de réchauffement global (PRG) sur 100 ans est 23 500 fois supérieur à celui du dioxyde de carbone, ce qui en fait potentiellement le plus puissant gaz à effet de serre sur Terre. Cela signifie que chaque kilogramme de SF6 émis dans l’atmosphère a le même impact sur l’effet de serre global que 23 500 kg de CO2, pour une période de 100 ans. De plus, sa durée de vie dans l'atmosphère atteint 3 200 ans, contre 100 ans environ pour le dioxyde de carbone. Cela implique que le PRG du SF6 est encore plus élevé pour une période de référence de 500 ans, c'est-à-dire un PRG 31 000 fois celui du CO2. En 2005, sa contribution à l’effet de serre global était inférieure à 0,3 %.
Les émissions de SF6 sont dues principalement à la production de magnésium, à la fabrication et l’utilisation des équipements électriques de haute tension, à la fabrication de câbles et aux accélérateurs de particules. Si elles diminuent dans des pays comme la France (division par cinq entre 1990 et 2019), elles croissent continûment dans le monde, du fait de la multiplication des équipements électriques employant le gaz, dont le nombre devrait augmenter de 75 % entre 2020 et 2030.
En France en 2013, près de 580 000 tonnes d'équivalent CO2 de SF6 ont été émises,, sur un total d’un peu plus de 500 millions de tonnes d’équivalent CO2.
En 2002, le SF6 utilisé dans l’appareillage électrique a représenté 0,05 % des émissions de gaz à effet de serre de l’Europe des 15. L’industrie électrique le recycle en grande partie : les appareils en fin de vie sont vidés de leur gaz, lequel après traitement est utilisé pour remplir de nouveaux appareils. Ses émissions ont nettement baissé de 1990 à 2004 (-40 % au Canada et -34 % en France),.
En 2021, les émissions de SF6 en Chine ont atteint 125 millions de tonnes d'équivalent CO2 (environ 1 % des émissions totales de carbone du pays), soit 57 % des émissions mondiales d'hexafluorure de soufre.

## Alternative pour le matériel électrique
Un mélange de SF6 et de diazote dans les proportions 20 %/80 % a une rigidité électrique égale à environ 70 % celle du SF6 seul. Il représente donc une solution pour remplacer le SF6 pur. Par contre, un gaz de substitution ayant les mêmes propriétés n'a pas encore été trouvé. 